# Zwölfer (Bergname)

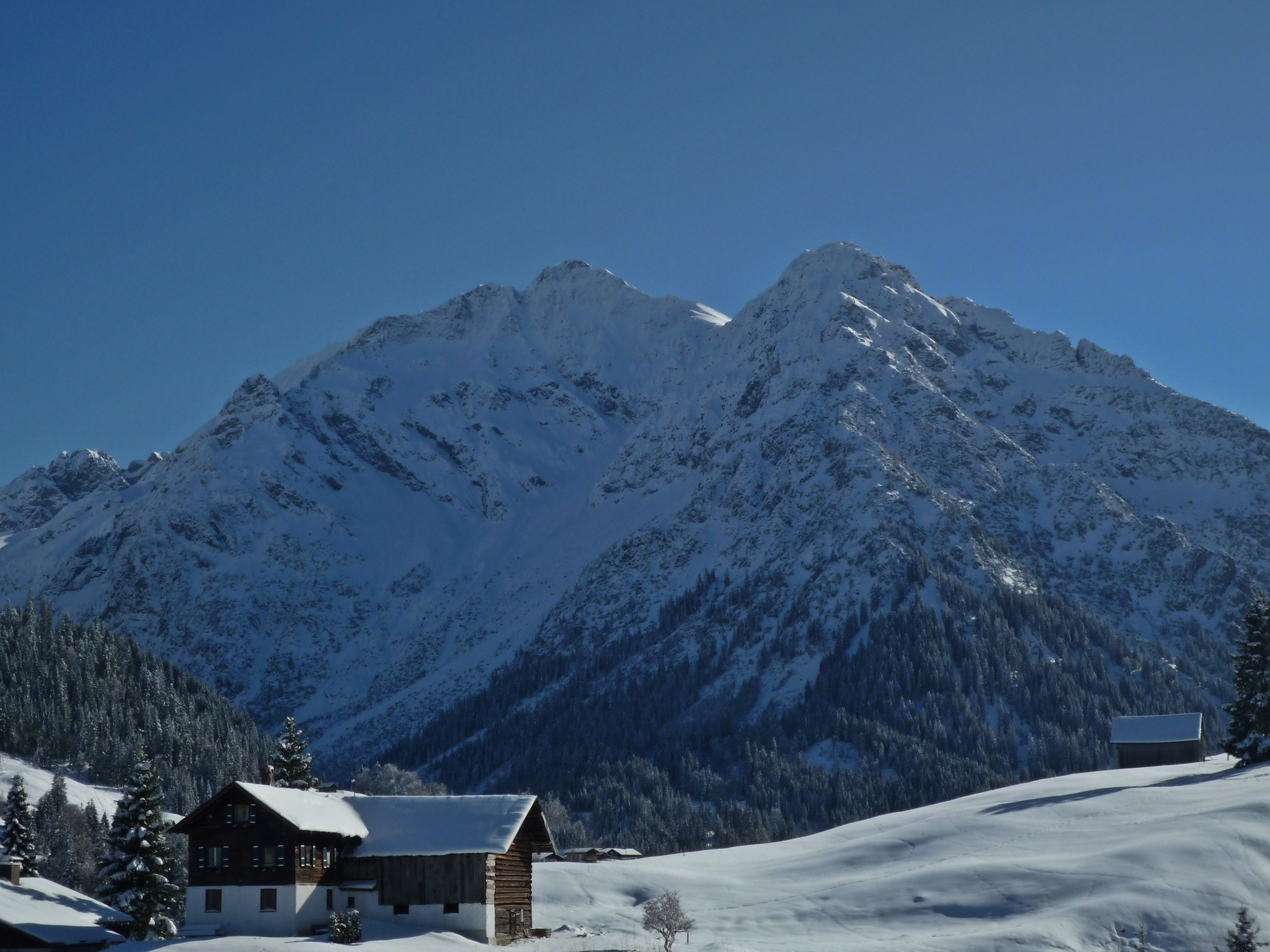
Elfer und Zwölfer von Hirschegg im Kleinwalsertal

Zwölfer- oder Mittags- ist ein häufiger Teil eines Bergnamens (Oronym) für einen Gipfel, der im Süden einer größeren Ortschaft steht.
Davon gibt es etwa in den Alpen einige Dutzend, inklusive inoffizieller örtlicher Benennung.
Der Name rührt daher, dass die Sonne um 12 Uhr mittags – von dieser Ortschaft – (scheinbar) senkrecht über dieser Landmarke zu sehen ist. Dabei handelt es sich um den wahren Mittag (Sonnenmittag) am Ort, der vom Mittag gesetzlicher Zeit sowohl örtlich als auch jahreszeitlich abweicht.
In analoger Weise zu deuten sind die auch Elfer- und ähnliche Bergnamen. Von diesen ist aber nur näherungsweise die wahre Ortszeit ablesbar, weil die Linie, in der die Sonne übers Jahr zur gleichen Stunde steht, nicht wie die 12-h-Linie vertikal ist.

## Namenkundliches
Die Benennung findet sich in vielen Sprachen, etwa französisch midi, italienisch-rätoromanischmez[zo]di, slawisch *polъ-dьn- → slowenisch poldne, österr.-slowen. polud-, oder slawisch jug- ‚Süd‘.
Ein Zwölfer-Berg dient als Mittagsweiser. Zu beachten ist, dass die Berge wahre Ortszeit geben.
Nicht zu diesem Begriffsfeld gehören die meisten Berg- und Flurnamen auf Sonn-, sie bezeichnen umgekehrt die Sonnenseite, den besonnten Südhang eines Bergs, liegen also im Norden des Talorts. Im Süden von ihm liegen Schattenseiten.

## Liste von Zeitzeige-Bergen
Beispiele sortiert nach geographischer Länge Osten nach Westen (also mit der Sonne fortschreitend), mit typischer Landmarke (etwa Ortskirche), mit Entfernung/Abweichung (in Koordinaten-Sekunden) und Azimut (in Zeitminuten):

### Drei und mehr Spitzen (Bergsonnenuhren)
- Neuner[kofel] (2579 m ⊙), Zehner (Sextner Rotwand, 2965 m ⊙), Elfer[kofel]/Cima Undici (3092 m ⊙), Zwölfer[kofel] (3094 m ⊙), Einser[kofel]/Cima Una (2698 m ⊙) bei Sexten in den Dolomiten (Sextner Sonnenuhr; teils auch Arzalpenkopf (2371 m ⊙) als Achter mitgenannt; abgeleitet dort Elferturm, Elferscharte, Elferschartenspitz, Kleiner Zwölfer u. a.) → Moos (⊙)
- Zehnerkopf (2675 m s.l.m.), Elferspitze (Cima Undici, 2926 m s.l.m.), Zwölferkopf/Cima Dodici (2783 m s.l.m.) → Rojen am Reschensee (Rojener Sonnenuhr)
- Neunerkogel (1904 m), Zehnerkogel (1929 m), Elferkogel (2038 m), Zwölferkogel (2102 m), Totes Gebirge → Grundlsee-Grünau im Almtal

### Zwölfer mit Elfer
- Zwölferhorn (1522 m ⊙) mit Elferstein (1376 m) → Sankt Gilgen im Salzkammergut (Kapelle Pinkenreit ⊙ 2,7 km/8″)
- Mittagskogel (1627 m, ⊙) mit Elferkopf (1641 m, ⊙) → Irschen im Drautal; vielleicht auch Schloss Stein und Pölland[Anm 1]
- Cima Dodici (Cima XII, 2336 m ⊙) und Cima Undici (2228 m ⊙), Valsugana, Trento → Borgo Valsugana (Kirche ⊙ 6,5 km/30″)
- Zwölferspitze (2562 m ⊙) und Elferspitze (2505 m ⊙, mit Elfertürmen) → Neustift im Stubaital, Tirol
- Zwölferköpfl (1656 m ⊙) und Elferköpfl (1412 m) am Nordrand des Estergebirges → Ohlstadt, Bayern[Anm 2]
- Zwölferspitze (2594 m ⊙) mit Elferkopf (2311 m ⊙) → Grießau bei Häselgehr im Lechtal, Tirol (Wegkreuz ⊙ 5,1 km/−5″), auch Pestkapelle südl. und mehrere Wetterkreuze und -bäume im Grießbachtal: Elfer wohl zur Grießbachalpe
- Zwölferspitze (2511 m ⊙) mit Elferspitze (2421 m ⊙) → Kaisers im Lechtal, Tirol (Kirche ⊙ 2,3 km/17″), auch Kienberg und Steeg
- Zwölfer[kopf] (2224 m ⊙) und Elfer[kopf] (2387 m ⊙) → Hirschegg (Pfarrkirche ⊙ 5 km/6″) und Mittelberg im Kleinwalsertal, Vorarlberg

### Zwölfer
16° O
- Mittagstein  (1300 m ⊙),  Rax-Schneeberg-Gebiet, Niederösterreich[Anm 3]

15° O (MEZ = OZ)
- Zwölferkopf (1263 m ⊙), Gemeinde Eisenkappel-Vellach → Hirskeusche am Schaidasattel, Kärnten (Brücke ⊙ 1,1 km/3″)
- Zwölferbühel (1079 m ⊙), im Glödnitztal, Kärnten, mit Flur Zwölfer →
- Raukogel (Mittagstein, 1262 m ⊙), Oberösterreichische Voralpen → Steinbach am Ziehberg (Kapelle ⊙ 2,4 km/−5″)

14° O
- Mittagskogel/Kepa (2145 m ⊙) mit Kleiner Mittagskogel/Jepca (1815 m ⊙), Karawanken → Faaker See[Anm 4]
- Mallestiger Mittagskogel/Maloško poldne (1801 m ⊙), Karawanken → Mallestig/Malošče (Filialkirche ⊙ 4,3 km/34″)[Anm 4]
- Techantinger Mittagskogel oder Truppekogel/Trupejevo poldne (1931 m ⊙), Karawanken → Techanting/Teharče, (Filialkirche ⊙ 4,8 km/43″) bzw. Gehöft Truppe/Trupej (Kapelle ⊙ 2,3 km/26″)[Anm 4]
- Mittagsspitz (2433 m ⊙), im Mölltal, Kärnten → Außerfragant (Pfarrkirche ⊙ 3,8 km/16″)

13° O
- Mittagstein (1034 m ⊙), Bayerischer Wald, Bayern → Hundzell bei Hohenwarth (Kapelle ⊙ 4 km/6″)
- Zwölferkogel (1983 m ⊙), Kitzbüheler Alpen → Hinterglemm-Marten im Glemmtal (Glemmbachbrücke ⊙ 1,6 km/4″)
- Mittagskogel (2092 m ⊙), Kitzbüheler Alpen → Lengau im Glemmtal (Kapelle ⊙ 4,7 km/28″)
- Zwölferkogel (2182 m ⊙), Granatspitzgruppe/Hohe Tauern → Stuhlfelden im Salzachtal (Pfarrkirche ⊙ 6,0 km/9″)
- Poludnig (slow., 1999 m ⊙) → Süßenberg im Gailtal (Marterl ⊙ 4,3 km/0″)
- Gailtaler Polinik (slow. pol halb, vgl. opoldne: Mittag, 2332 m ⊙→Kötschach)[2]
- Mölltaler Polinik (slow. pol halb, vgl. opoldne: Mittag, 2784 m ⊙→Obervellach, Mallnitz)[2]
- Jukbichl (slow. ‚Süd‘, 1889 m ⊙)
- Mötschlach im Gailtal (Kapelle ⊙ 4,8 km/0″)
- Zwölfer (2404 m ⊙), Hohe Tauern, mit Zwölferscharte → Wald-Lahn im Salzachtal (Wetterkreuz ⊙ 4,3 km/8″)
- Mittagskopf  (1543 m ⊙), bei Thiersee, Nordtirol → etwa Ursprungalm (⊙ 4 km/9″)

12° O
- Zwölferkopf (1513 m ⊙), bei Steinberg am Rofan, Nordtirol → Obere Bergalm (WirtshausL ⊙ 1,4 km/−4″ )
- Zwölferkopf (1480 m ⊙) → Pertisau am Achensee, Tirol (Kirche ⊙ 1,5 km/11″)
- Mittagspitze (2332 m ⊙), bei Stans im Karwendel, Nordtirol → Stallenalm (⊙ 1,3 km/−3″ )
- Mittagkopf  (1636 m ⊙), Karwendel-Nordkette, mit Mittagkopfklamm → Scharnitz (Kirche ⊙ 2 km/3″)
- Mitterzeigerkogel (2628 m ⊙), nördliche Sellrainer Berge, Stubaier Alpen, Nordtirol → Rietz (Kirche Unterdorf ⊙ 5 km/27″)

11° O
- Mittagskopf  (2616 m ⊙), im Kaunertal, Nordtirol → Kaunerberg-Prantach (Ebele-Kapelle ⊙ 3,8 km/5″; auch Marterl an der Straße oberhalb ⊙ und unterhalb ⊙)
- Zwölferkopf (2596 m ⊙) → Landeck im Oberinntal, Nordtirol (Kirche ⊙ 7,2 km/26″)
- Zwölferspitze (2416 m ⊙) → Hinterhornbach-Krummenstein im Lechtal, Tirol (Kreuz ⊙ 2,3 km/−2″)
- Zwölferkopf (2310 m ⊙) bei Reutte im Außerfern, Nordtirol → Dürnau (Kapelle ⊙ 1,9 km/10″)
- Zwölferkopf (2556 m ⊙), bei St. Jakob am Arlberg im Stanzertal, Nordtirol
- Mittagspitze (2227 m ⊙), bei Stanzach im Außerfern, Lechtaler Alpen, Nordtirol → Forchach (Pfarrkirche ⊙ 6,8 km/36″ = –16m )
- Mittagkopf  (2249 m ⊙), bei Kappl im Paznaun, Samnaungruppe, Nordtirol → Unterbichl (Kapelle ⊙ 2,3 km/3″= 15m)
- Mittagspitze (2635 m ⊙), im Stanzertal, Nordtirol → Schnann (Pfarrkirche ⊙ 2,7 km/13″ = 31m)
- Mittagskopf  (2735 m ⊙), bei Ischgl im Paznaun, Samnaungruppe, Nordtirol, mit Mittagsscharte (2635 m) → Marterl an der Alten Straße (⊙ 3 km/4″= 24m)
- Mittagberg (Mittag, 1451 m ⊙), Allgäuer Alpen → Immenstadt (Pfarrkirche ⊙ 2,5 km/–13″)
- Mittagspitze (2370 m ⊙), bei Warth im Lechtal, Vorarlberg → Lechleiten (Kapelle ⊙ 2,4 km/–11″ = −14m )
- Mittagsspitze (2441 m ⊙), Lechquellengebirge, Vorarlberg → Zug am Arlberg
- Mittagstein  (2036 m ⊙), im Klostertal, Vorarlberg → Außerwald (Kapelle ⊙ 3,3 km/3″ =  4m)

10° O
- Mittagsspitze (2665 m ⊙), an der Valisera bei St. Gallenkirch im Montafon, Silvretta[Anm 5]
- Zwölferkopf (1843 m ⊙)  bei Außerbraz im Klostertal, Vorarlberg[Anm 5]
- Tschaggunser Mittagspitze (2168 m ⊙), bei Tschagguns im Montafon, Rätikon, Vorarlberg[Anm 5]
- Damülser Mittagsspitze  (2097 m ⊙), Hinterer Bregenzerwald, Vorarlberg → Mellau (Pfarrkirche ⊙ 4,4 km/5″ = 16m)[Anm 6]
- (Bludenzer) Mittagsspitze (2107 m ⊙), bei Bürs im Montafon, Rätikon, Vorarlberg[Anm 5]
- Zwölferkopf (2271 m ⊙) und Zwölfer (2297 m) im Rätikon bei Bürs im Montafon, Vorarlberg, mit Zwölferjoch[Anm 5]
- Brandner Mittagspitze (2557 m ⊙), im Brandnertal, Rätikon, Vorarlberg[Anm 5]
- Zwölferkopf (1644 m ⊙) bei Nenzing im Walgau, Vorarlberg[Anm 5]

9° O
- Mittaggüpfi  (1916 m ⊙) → Lifelen, Gemeinde Schwarzenberg LU (⊙ 4,8 km/1″)

7° O
- Dents du Midi (Haute Cime 3258 m ⊙) → Montreux am Genfersee (Zentrum ⊙ 30 km/25″)[Anm 7]
- Aiguille du Midi (3842 m ⊙), Mont-Blanc-Massiv → Chamonix-Les Praz/Le Bois (⊙ 9 km/0″)

2° O
- Pic du Midi de Siguer (2003 m ⊙), Pyrenäen → Foix (⊙ ca. 25 km/–2′26″)

1° O
- Pic du Midi de Bigorre (2877 m ⊙), Pyrenäen → Bagnères-de-Bigorre (z. B. Eglise Saint-Vincent ⊙ 15 km/36″)

0° (WEZ = OZ)
- Pic du Midi d’Ossau (2884 m ⊙), Pyrenäen → Pau (⊙ ca. 50 km/−4′6″)

### Unsicher
- Zwölfer (2146 m ⊙), ein Nebengipfel des Grimming (westlich eine Zehnerspitze, 1879 m ⊙)[Anm 8]
- Untersberg zu germ. Untern ‚Zwischen[-Mahl]zeit‘, ist aber als Vormittags-, Mittags- und Nachmittagsjause belegt,[3] daher zahlreiche Möglichkeiten; Salzburger Hochthron von Norden sichtbar (⊙); dort auch Mittagscharte ⊙ → etwa Freilassing (Stadtpfarrkirche⊙ 14,5 km/1′9″)